# 맥도널 더글러스 T-45 고스호크
맥도넬 더글러스 T-45 고스호크는 미국 해군, 미국 해병대의 항공모함용 훈련기이다. 영국의 공군용 BAE 호크를 항공모함에 이착륙할 수 있도록 매우 많이 개조하였다. 

## 제원 (T-45A)
일반 특성
- 승무원: 2 (학생, 교관)
- 길이: 39 ft 4 in (11.99 m)
- 날개폭: 30 ft 10 in (9.39 m)
- 높이: 13 ft 5 in (4.08 m)
- 날개면적: 190.1 ft2 (17.7 m2)
- 공허중량: 10,403 lb (4,460 kg)
- 최대이륙중량: 14,081 lb (6,387 kg)
- 엔진: 1× 롤스로이스 터보메카 F405-RR-401 (Adour) 터보팬, 5,527 lbf (26 kN)

성능
- 최대속도: 560 knots, (645 mph, 1,038 km/h) at 8,000 ft
- 항속거리: 700 nmi (805 mi, 1288 km)
- 상승한도: 42,500 ft (12,950 m)
- 상승률: 8,000 ft/min (40.6 m/s)

무장
- 보통 비무장이다. 좌우날개에 1개씩 하드포인트가 있다. 훈련용 폭탄 12발, 로켓포드, 드롭탱크를 장착할 수 있다. 동체하부 하드포인트는 화물포드를 장착할 수 있다.

항법장비
Data from naval-technology.com 
- Smiths Industries, Ltd. AN/USN-2(V) Standard Attitude Heading and Reference System (SAHRS). Later replaced by the BAE/Marconi AN/ASN-180 Navigation Guidance System (NGS).
- 록웰 콜린스 AN/ARN-144 VHF Omnidirectional Radio Range / Instrument Landing System (VOR/ILS).
- 허니웰 AN/APN-194 전파 고도계.
- 노스럽 그러먼 AN/ASN-166 관성항법 (IGS).  Incorporates a Northrop Grumman (formerly Litton) LN-100G 링 레이저 자이로스코프, 록웰 콜린스 GPS, Kalman filter.

통신기기
Data from naval-technology.com 
- 록웰 콜린스 AN/ARC-182 UHF/VHF 라디오
- 허니웰 AN/APX-100 IFF 시스템

## 같이 보기
- BAE 호크
- 더글러스 A-4 스카이호크